# Montevideo Wanderers
Montevideo Wanderers Fútbol Club, Montevideo Wanderers eller Wanderers i folkmun, är en fotbollsklubb i Montevideo, Uruguay. Klubben grundades 15 augusti 1902 och spelar sina hemmamatcher på Estadio Viera. Dräkterna har en svart bas med vita vertikala ränder.

## Historia
Wanderers är ett historiskt uruguayans fotbollslag som startade sin verksamhet redan 1898, men blev ett officiellt lag 1902. Laget startades av en grupp studenter och spelare från Albion Football Club, ledda av bröderna Enrique, Rafael och Juan Sardeson. Enrique spelade för Uruguay i den första officiella landskampen utanför Storbritannien 1901. När bröderna besökte sina föräldrar i England, hade Wolverhampton Wanderers Football Club vunnit FA-cupen. För att hylla Wolverhampton, namngav dem sin klubb Montevideo Wanderers FC. Wanderers kan översättas till en person eller grupp som driver omkring. Montevideo Wanderers har haft flera olika hemarenor så det föll sig naturligt för bröderna att kalla sitt lag för Wanderers.

## Dräkter
Den första dräkten Wanderers brukade var en brun skjorta med ett ljusblått horisontellt band över bröstkorgen. De första matcherna i Primera División spelade man med dräkten från 1903, men med vita kortbyxor och tunnare ränder på skjortan. Nuvarande dräkt introducerades 2009, av Kappa. Tröjan har fem vita och fyra svarta linjer.
| 1898-1900 | 1900-1902 | 1903 | 1903-nutid |